# پریودیک اسید
پریودیک اسید (به انگلیسی: Periodic acid) با فرمول شیمیایی H۵IO۶ یک ترکیب شیمیایی با شناسه پاب‌کم ۶۵۱۸۵ است. که جرم مولی آن 227.941 g/mol می‌باشد. شکل ظاهری این ترکیب، بلورهای بی‌رنگ است.